# FRONT MISSION 2
『FRONT MISSION 2』（フロントミッション セカンド）は、1997年にスクウェア（現スクウェア・エニックス）より発売されたゲームソフト。ジャンルはシミュレーションRPG。

## 概要
フロントミッションシリーズ初のPlayStation用ソフト。前作がドット絵による2Dだったのに対し、本作ではマップ、ヴァンツァー、戦闘シーンなどがフルポリゴンによる3Dとなっている。正史のフロントミッションシリーズでは2作目となる（『FRONT MISSION SERIES GUN HAZARD』を含めると3作目）。キャラクターデザインは末弥純が担当。
その後、2003年に『フロントミッション ヒストリー』が発売、2006年に廉価版「アルティメットヒッツ」として再発売された。これらは通常版とは異なり「簡略戦闘モード」が追加されたバージョンとなっている。2008年には、ゲームアーカイブスとして配信が開始。内容は前述の2作品とほぼ同じバージョンだが、PlayStation 3ではHDDに、PlayStation Portableではメモリースティックにインストールして読み込む形式になったため、本作の問題点であったCD-ROMからのロード時間（#長い読み込み時間を参照）は無くなり快適にプレイ出来るようになった。
また、2023年10月5日にはHDリメイク版の「FRONT MISSION 2:Remake」（フロントミッション セカンド:リメイク）がNintendo Switchで配信され、2024年2月15日にはパッケージ版とが発売された。なお、パッケージ版は2024年8月29日にもPlayStation 4とPlayStation 5でも発売されている。
キャッチコピーは「最前線、ふたたび炎上す。」。

## ストーリー
西暦2102年6月、OCU（オシアナ共同連合）の発展の陰で貧困に喘ぐ南アジアのO.C.U.アロルデシュ人民共和国（現バングラデシュ人民共和国）において、祖国の窮地を嘆くアロルデシュ軍兵士たちが一斉に蜂起した。アロルデシュ陸軍ヴェン＝マッカージェ中佐を中心とした「革命軍」は政府関連施設やOCU軍施設を制圧、OCUからの独立を宣言。アロルデシュ出身でOCU海防軍所属のアッシュは、否応なしに巻き込まれた革命軍との戦いの過程で陸防軍大尉のトマス、国際的密輸組織のボスであり愛国者のサリバシュ、情報部所属のリーザなどと出会い、やがて自らの因縁、そしてクーデターの裏に隠された陰謀を知ることとなる。

## 物語年表
以下の年表のうち、1971年の独立のみ史実と一致している。
| 年号   | 出来事 |
| ------ | --- |
| 1971年 | パキスタンから独立してバングラデシュ人民共和国となる。                                                              |
| 2000年 | バングラデシュに対するNGOの援助活動が工業発展に目的を変える                                                         |
| 2005年 | ヨーロッパにてユーロコミュニティ (EC) 統合                                                                          |
| 2020年 | ニューコンチネント合衆国 (USN) 誕生                                                                                 |
| 2022年 | USN、バングラデシュへの経済援助中止（アジア統合の動きをけん制するため）                                             |
| 2023年 | EC、バングラデシュへの経済援助中止                                                                                  |
| 2026年 | オシアナ共同連合 (OCU) 誕生。バングラデシュに対するOCUの経済援助が加速、急激に工業化が進む                          |
| 2027年 | WAW、戦闘兵器として認められる                                                                                       |
| 2034年 | アフリカ・ザイール戦線                                                                                              |
| 2040年 | ヴァンツァー誕生 |
| 2068年 | OCU、バングラデシュに大規模な軍事工場の建設                                                                         |
| 2070年 | USNとOCUの間で第一次ハフマン紛争勃発。軍需景気でバングラデシュの工業が発展                                          |
| 2080年 | バングラデシュの経済力成長低下。失業者の急増、外国企業の撤退が目立つ。やがてOCU企業は、バングラデシュから完全撤退。 |
| 2085年 | バングラデシュ政府はOCUに対して経済援助を要請。OCUは、バングラデシュのOCU加盟を条件に承諾                           |
| 2090年 | 第二次ハフマン紛争勃発                                                                                              |
| 2094年 | バングラデシュは、OCUに正式加盟し、「OCUアロルデシュ人民共和国」と改める                                            |
| 2102年 | アロルデシュ軍によるクーデター発生                                                                                  |

## 仕様変更による評判
複数の主人公
前作ではロイド一人による視点でストーリーが進行したが、今作からアッシュ、リーザ、トマスら3人のキャラクターに視点が切り替わることでストーリーが複雑化し、単純な善悪の二分化に留まらない多様な価値観の演出に成功している。これは次回作『FRONT MISSION3』に採用されたダブルフィーチャー・シナリオへと発展している。
長い読み込み時間
本作で一番問題となったのが読み込み時間の長さである。特にゲーム開始時のセーブデータのロード、ヴァンツァーのセットアップ時と戦闘開始前の読み込みは非常に長く、後者はゲームシステム上頻繁に起こるものであり、ゲーム進行のストレスとなった。これらは、ヴァンツァーが3D化されたことによるデータ量の膨大化や、各パーツのデータを一気に読み込んで処理したことが原因であったと、後のスタッフインタビューなどで明らかになった。
これらの反省から次回作の『FRONT MISSION3』では、ユニット数の減少、戦闘演出の短縮化といった対策をとることで読み込み時間が短縮されている。後に発売された『フロントミッションヒストリー』および「アルティメットヒッツ」シリーズでは、これらの問題を解消するため戦闘演出をカットできる「簡略戦闘モード」を搭載したバージョンとなっている。ただし、あくまで戦闘カット機能が追加されただけで、カットしない場合の読み込み時間が短縮されたわけではない。
当たらない遠距離攻撃
読み込み時間と合わせてゲーム進行のストレスとなったのが、ミサイルやロケットなどの肩に装備して使う遠距離攻撃装備の低い命中精度である。前作では主力火器として多用された遠距離攻撃装備だったが、今作では個よりも集団による戦闘を意識したことで全体的に難易度が引き上げられ、その一環として遠距離攻撃の弱体化が図られた。例えば、今作から追加された機動力(Mobile）による命中補正の恩恵を遠距離攻撃だけ受けられないことでミスする機会が増え、経験値が入りにくくなっている。しかし、実際には遠距離武器の中では一番命中精度が高いミサイルですら一発も当たらないまま使い切ってしまうこともざらにあり、遠距離攻撃能力の育成や遠距離系スキルの入手をより困難なものにしてしまった。
結果的に遠距離能力を育てたいプレイヤーはセーブ＆ロードを繰り返す度に長い読み込み時間に耐えなければならなくなり、「2のミサイルはお飾り」とファンの不評を買った。後に出た『FRONT MISSION ALTERNATIVE』や『FRONT MISSION3』ではこの点は改善されている。

## ゲームの特徴・システム
ネットワーク
各国のニュースや個人のパーソナルデータなど多様な情報を入手することが可能なシステム。これはシリーズにおける世界設定を伝える要素であり、『3rd』にも受け継がれている。画面上の描写はインターネットよりはニフティサーブに近い。
ヘリ・戦車・装甲車・航空機・支援ポッド
前作の敵はWAPと大型機動兵器のみであったが、本作からは多様な種類の敵ユニットが存在する。特にヘリ・航空機の出現により対空攻撃の概念が生まれ、特に今作では対空専用武器まで登場した。なお、登場する敵ユニットの種類が最も多いのは本作である。ヘリコプター自体は前作にもNPCユニットとして存在していた。

### 戦闘システム
AP（アクティブポイント）システム
APとは戦闘時における行動力を示すポイントで、移動、攻撃、回避行動などを取ると減少する。消費したAPは毎ターン全回復するものの、敵が隣接すると回復量が一定量落ちてしまう。さらに、行動時にAPに余剰があると攻撃・回避・反撃時に有利となる。
これは前作の反省を踏まえ、集団対集団の戦闘要素を入れるための措置であり、より戦術性が高い戦闘が可能となった。以後のシリーズ作品でも導入される重要要素となっている。
また、攻撃種類によって消費するAPも異なり、前作で優位だった遠距離攻撃は、本作では大量にAPを消費するため扱いづらくなっている。
スキル
本作では以下の3種類のスキルが登場する。
バトルスキル
戦闘中にランダムに発動するスキル。主に攻撃力や攻撃回数の増加、命中率や回避率の上昇などがある。特に各キャラクターはスーパースキルという強力な固有スキルを持つ。また、バトルスキルは連続して発動することがあり、これをスキルチェーンという。スキルが発動するたびに（さらに選択した武器に後述する弾数が残っていれば）攻撃を行うため、これにより強大な敵も一回の戦闘で倒すこともできる。
オーナースキル
周囲の敵・味方に影響を与えるスキル。味方のステータスを向上、敵の移動力の制限や降伏勧告など、効果は様々である。取得するには、ミッション中に敵機のパーツを破壊した時に一定量獲得できるオーナーポイントを貯めなければならない。ただし、キャラクター毎により獲得に必要なオーナーポイント量は定まっており、また登場する敵の数も限られているため、計画的な育成が求められる。なお、オーナースキルは無人兵器には通用しない弱点も持つ。
コンピュータスキル
機体のコンピュータに組み込まれているスキル。選択したモードによって常時効果を発揮する。また、クロックアップ（強化）することによって、スキルの効果を引き上げることも可能。

弾数制限と重量
前作は遠距離武器のみに弾数が設定されていたが、本作では格闘を除くすべての武器に弾数が設定されている。よって、弾切れにならないようなセットアップを求められる。この際、予備弾及び武装と重量の兼ね合いが重要。
本作の重量は回避・命中・移動に直結する重要要素であるため、重装備と軽装備の使い分けも求められる。なお、本作の武器は戦闘中に投棄することも可能。
属性
本作より、パーツや武器にはそれぞれ属性が設定される。属性は衝撃・貫通・炎熱の3種で、攻撃側の武器属性と防御側のパーツ属性が合致した時ダメージを軽減することができる。
武器の種類・特性
前述の対空専用武器である対空ミサイル・対空ロケット、格闘武器のナックル、肩に装備するタイプのマシンガンやキャノン砲、武器を内蔵したボディパーツ、遠距離兵器（ミサイルランチャー等）を内蔵した腕パーツが登場。
格闘武器の攻撃力・命中率は、腕パーツに備えている格闘機構ハードブロウの攻撃力・命中率に上乗せされるようになった。
前作では単発武器（50×1のように、一つのパーツに一回で大ダメージを与える）として登場したショットガンと火炎放射器は、本作から連発武器（10×5のように、小ダメージを複数回与える。一回で複数のパーツにダメージを与えることも可能）として扱われるようになった。
ステータス異常
本作から、以下のステータス異常が登場した。
混乱
攻撃、回避の双方でAP消費量が高くなる状態異常。
戦意喪失・投降
敵機のみに発動するもので、戦意を喪失し一切行動しなくなる状態異常。さらに攻撃を加えることで投降させ、機体を入手することが出来る。ただし、システム上の制限からこの状態に持ち込むことは非常に困難であり、その反省から『3rd』では戦意喪失・投降が容易に発生させることが可能となった。

### Remakeの変更点
1ST Remakeのからの変更点としてヴァンツァーの脚部モデリングが見直された。
経験値取得方式の修正
オリジナル版の与えたダメージが取得経験値となる仕様に変更はないが、育て方によっては詰んでしまう問題を抱えていた。本作ではボディ破壊時に残っているパーツのHPの合計を経験値ボーナスとして与えられる。また車両やヘリなどの撃墜時に入手する最低経験値に補正が入っている。
隠し機体・武器の追加
センダー社のウィスクシリーズとライフルのヘビートライデント、ナックルのストームトライデントが隠し要素として追加。
武器の由来はリメイク版の開発に関わったポーランドのゲームメーカー・ストームトライデント社から。

## 主要人物
リーザ・スタンリー (Lisa Stanley)
年齢 26歳 / 身長 170cm / 体重 52kg
OCU陸防軍情報部2課の大尉。頭脳明晰かつ沈着冷静で上司の評価も高い。そのため、彼女は部内で独立した権限を与えられており、他のチームと別の任務に就くことが多い。
サユリ・ミツズカ (Sayuri Mitsuzuka)
年齢 21歳 / 身長 159cm / 体重 45kg
リーザと同じ情報部2課の少尉。歩兵出身。子どもっぽい性格で無鉄砲な行動にでることもしばしば。リーザを姉のように慕う。

## スタッフ
- ディレクション :土田俊郎、岩崎秀雄、篠宮淳一、松田一宏、佐藤泰弘、佐藤光、米坂典彦
- シナリオ :岩崎秀雄
- メインキャラクターデザイン :末弥純
- メイングラフィック ：堂本篤史
- メインマップデザイン 浜坂真一郎、望月伸一
- バトルBGデザイン ：窪洋一、高須雄二
- 音楽 :松枝賀子

## その他
- 隠し要素のひとつ「嫌なヴァンツァー」と対空ミサイル「おたけさん」は「フロントミッションシリーズ」のファンでもある吉田戦車が自身の4コママンガ「ゴッドボンボン」に描いたものが元になっている。なお、嫌なヴァンツァーは、『ファミ通』連載の吉田の4コママンガ「俺ボンボン」にも登場している。
- 『FRONT MISSION ALTERNATIVE』同様、本作のアロルデシュの軍事蜂起描写に対し、バングラデシュから抗議が行われた逸話が残されている[要出典]。